# Slaget vid Beachy Head (1690)

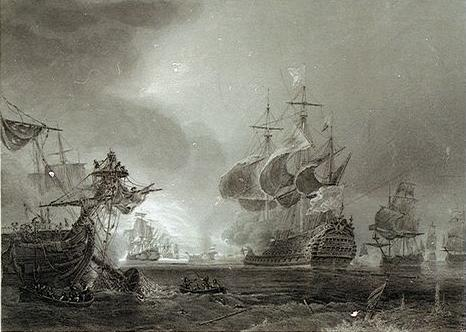
Slaget vid Beachy Head, stålstick av Jean Antoine Théodore Gudin.

Slaget vid Beachy Head var ett sjöslag under pfalziska tronföljdskriget, utkämpat i närheten av Beachy Head. 
Slaget utkämpades den 10 juli 1690 mellan en engelsk-holländsk flotta under amiral Herbert och franska flottan under amiral Tourville. Enligt sina instruktioner, men emot sin egen uppfattning om det strategiskt lämpliga härutinnan, gick Herbert, som befann sig i lovart, genast till anfall med sina 56 linjeskepp emot fransmännens 70, vilka i slaglinje och med backade förmärssegel avbidade fienden. Anfallet skedde lamt, och de allierade, som delvis råkat i ett mycket kritiskt läge, lyckades dra sig ur striden utan några förluster, i det att de ankrade, när vinden dog ut, varvid franska flottan av tidvattenströmmen drevs bort. Så snart det åter blev bris, sökte Herbert undkomma de förföljande fransmännen, men nödgades under sin reträtt sätta 8 skepp (enligt franska uppgifter 16) på land och uppbränna dem. Tourville däremot förlorade inte ett enda fartyg. Den sjöstrategi, som Herbert följde, har varit mycket omdebatterad och givit upphov till den så kallade fleet-in-being-principen.